# Euphaedra (Euphaedrana) aureola
Euphaedra (Euphaedrana) aureola es una especie de  Lepidoptera, de la familia Nymphalidae,  subfamilia Limenitidinae, tribu Adoliadini, pertenece al género Euphaedra, subgénero (Euphaedrana). Esta especie y sus subespecies se encuentran en Camerún y Nigeria (África). 

## Subespecies
- Euphaedra (Euphaedrana) aureola aureola
- Euphaedra (Euphaedrana) aureola nitens Hecq, 1997